# Eberhard von Thadden
Eberhard Hans Arnold von Thadden (* 17. November 1909 in Berlin-Charlottenburg; † 11. November 1964 in Ratingen) war ein deutscher Jurist, Referatsleiter in der Gruppe „Inland II“ und Judenreferent im Auswärtigen Amt unter Reichsaußenminister Joachim von Ribbentrop.

## Leben
Der Sohn des Hauptmanns und späteren Obersten Arnold von Thadden und dessen Ehefrau Margarethe, geborene Epenstein, erwarb 1928 das Abitur am Realgymnasium in Weimar und absolvierte dann eine Kaufmannslehre bei einer Hamburger Exportfirma, ehe er an den Universitäten Hamburg und Freiburg/Breisgau Rechtswissenschaften studierte. Thadden wurde schließlich 1933 an der Universität Göttingen zum Dr. jur. promoviert mit der von Herbert Kraus betreuten Dissertation Der vorbehaltene Betätigungsbereich der Staaten (domaine réservé): Eine völkerrechtliche Untersuchung, die 1934 erschien. Neben dem juristischen Vorbereitungsdienst studierte von Thadden an der Berliner Hochschule für Politik bei Johann von Leers und Albrecht Haushofer. Über Haushofer kam er 1936 zur Dienststelle Ribbentrop. Nach seinem juristischen Assessorexamen wurde er am 1. November 1937 als Attaché im Auswärtigen Amt eingestellt und zunächst im „Osteuropareferat der Politischen Abteilung“ beschäftigt. Im Februar 1940 wurde er zum Legationssekretär ernannt. Anschließend war er in der Personalabteilung tätig. Im Dezember 1941 folgte seine Ernennung zum Legationsrat.

### Politische Betätigung und Mitgliedschaften in NS-Organisationen
In seiner Jugendzeit hatte sich Thadden bei der Bismarckjugend und ab 1927 bei der DNVP engagiert. Von Thadden war mit Antrag vom 27. April 1933 unter der Mitgliedsnummer 3.184.501 noch kurz vor dem zeitweiligen Aufnahmestopp vom 1. Mai 1933 Mitglied der NSDAP geworden. Zeitgleich wurde er Mitglied der SA. Im September 1936 wurde er in die SS (Mitgliedsnummer 276.846) aufgenommen, bei der er mit Datum vom 30. Januar 1945 zum SS-Sturmbannführer avancierte.

## Zweiter Weltkrieg
Während des Zweiten Weltkrieges war Thadden ab Februar 1942 als Soldat der Wehrmacht an der Ostfront eingesetzt und erreichte dort den Rang eines Unteroffiziers. Im April 1942 erlitt er eine Kriegsverletzung und wurde mit dem Eisernen Kreuz II. Klasse ausgezeichnet. Nach seiner Genesung wurde er aus der Wehrmacht entlassen und kehrte in den Dienst des Auswärtigen Amtes zurück.
Ab Ende 1942 war Thadden in Griechenland eingesetzt. Dort war er dem Sonderbeauftragten für Wirtschaftsfragen in Südosteuropa Hermann Neubacher zugeteilt, um diesen bei der Reorganisation der griechischen Wirtschaft zu unterstützen, die eng mit deren „Ausbeutung und Enteignung zum Zwecke der deutschen Kriegswirtschaft“ verbunden war. Zwar erhielt er Kenntnis von antijüdischen Maßnahmen, war aber zu diesem Zeitpunkt noch nicht Judenreferent des Auswärtigen Amtes, um sie zu organisieren.

### Judenreferent im Auswärtigen Amt
Ab Anfang April 1943 arbeitete Thadden unter seinem direkten Vorgesetzten Horst Wagner, dem Verbindungsmann von Ribbentrop und Reichsführer SS Heinrich Himmler, als Stellvertreter Wagners und Referatsleiter in der Gruppe „Inland II“, die laut Geschäftsverteilungsplan des Auswärtigen Amtes für die „Durchführung von Judenmaßnahmen“ verantwortlich war. Sein vollständiges Aufgabengebiet umfasste die „Verbindung zum Reichsführer SS, insbesondere Pers. Stab, zum SS-Hauptamt (Allgemeine SS und Angelegenheiten der Waffen-SS), Judenfragen, Freimaurer, Ausbürgerung, Generalien und Personalien der Gruppe Inl. II, Sonderaufträge“.
Als „Judenreferent“ Ribbentrops wirkte von Thadden an der Deportation der Juden mit. Eingearbeitet wurde er von seinem Vorgänger als „Judenreferent“, Franz Rademacher, der als enger Mitarbeiter des Unterstaatssekretärs Martin Luther nach dessen Sturz in dieser Funktion abgesetzt wurde, doch vor seiner endgültigen Versetzung zur Marine noch einige Zeit für Rückfragen von Thaddens zur Verfügung stand. Am 15. Mai 1943 notierte von Thadden über die Mitteilung eines Adjutanten an Rademacher, dass Gauleiter Wilhelm Kube „den Italienern eine Gaskammer gezeigt“ habe, „in der angeblich die Tötung der Juden durchgeführt würde. Die [italienischen] Faschisten sollen auf das Tiefste erschüttert gewesen sein. Herr Rademacher hat diesen Vorfall durch …, Adjutant von Reichsleiter Rosenberg, erfahren …“.
Als der Schweizer Gesandte Peter Anton Feldscher am 12. Mai 1943 im Auftrag der britischen Regierung beim Auswärtigen Amt anfragte, ob Bereitschaft bestehe, 5000 jüdische Kinder aus dem deutschen Herrschaftsbereich nach Palästina ausreisen zu lassen, erarbeitete Eberhard von Thadden für das Referat Inland II eine von Horst Wagner in Auftrag gegebene und unterstützte sowie von verschiedenen Abteilungsleitern des AA gebilligte propagandistische Zurückweisung dieses im Amtsjargon als Feldscher-Aktion bezeichneten Rettungsversuches, die dazu führte, dass eine Rettung der Kinder vereitelt wurde.
Am 22. Dezember 1943 stellte Thadden beim Gerangel um die 600 Juden Salonikis mit spanischer Staatsangehörigkeit fest, dass jeder Jude ein Feind Deutschlands sei. Da eine freie Auswanderung aus Saloniki nicht in Frage käme, einigte man sich mit Spanien auf die Überführung in ein sehr begünstigtes Wohnlager in Deutschland, das KZ Bergen-Belsen. Lediglich 365 Juden sahen nach Kriegsende ihre spanische Heimat wieder.
Seine Verantwortung für Deportationen geht auch aus einem Schreiben an Adolf Eichmann vom 24. April 1944 hervor: „Es wird beabsichtigt, am 15. Mai mit dem Transport von täglich 3000 Juden vorwiegend aus dem Karpathenraum zu beginnen […] Als Aufnahmeort ist Auschwitz vorgesehen.“ Nach einem Besuch bei Eichmann in Budapest schrieb er in einem Bericht vom 25. Mai 1944: „Weitere rund 200 000 [Juden] sind konzentriert und warten auf den Abtransport.“
Thadden referierte auf der von seinem Vorgesetzten Horst Wagner organisierten Tagung „Antijüdische Auslandsaktion“ der Judenreferenten und „Arisierungsberater“ aus 12 deutschen Gesandtschaften in Europa Anfang April 1944 in Krummhübel über „die judenpolitische Lage in Europa und den Stand der antijüdischen Exekutivmaßnahmen“. Er umriss den „Stand der antijüdischen Maßnahmen in sämtlichen europäischen Ländern“ und warb bei den Diplomaten dafür, an ihren Dienstorten aktiv Verständnis für diese Maßnahmen zu wecken. Nach einem ersten Besuch im Ghetto Theresienstadt gemeinsam mit Vertretern der Parteikanzlei und den Herren Hartmann und Niehaus vom Deutschen Roten Kreuzes am 28. Juni 1943, bei dem die Überbelegung des Ghettos negativ aufgefallen war, begleitete von Thadden ein Jahr später am 23. Juni 1944 den IRK-Vertreter, den Schweizer Maurice Rossel, die Dänen Frants Hvass und Eigil Juel Henningsen und den deutschen Rot-Kreuz-Vertreter Freiherr von Heydekampf in einer Gruppe hochrangiger SS-Führer beim Besuch im Ghetto Theresienstadt. Dabei wurden vorher, um dieses Mal „die Überbelegung des Ghettos zu reduzieren […] Tausende in die Todeslager deportiert“ und den Besuchern eine fast perfekte Illusion vorgeführt, so dass den Dänen bei ihren Kontakten zu ihren Landsleuten nichts Negatives außer einem „verständlichen psychischen Druck“ auffiel.
Ein letztes Mal wurde von Thadden am 6. April 1945 mit einer Kommission durch das Ghetto Theresienstadt geführt. Die Funktionäre des IRK Otto Lehner (Delegierter des IRK in Berlin) sowie Paul Dunant (Delegierter des IRK für Theresienstadt) wurden durch von Luckwald (Gesandter vom Auswärtigen Amt in Prag), von Thadden, Buchmüller (Schweizer Diplomat) sowie die SS-Führer Weinmann und Eichmann begleitet. Hans Günther führte die Kommission durch das Lager, da der Lagerkommandant Karl Rahm krankheitsbedingt abwesend war. Auch bei diesem Besuch wurden die IRK-Vertreter über die wahren Verhältnisse im Ghetto getäuscht, da das Lager zuvor verschönert worden war und während des Besuchs Kulturveranstaltungen für Häftlinge abgehalten wurden. Weinmann nannte gefälschte Deportationszahlen, und Lehners kurz darauf geschriebenem Abschlussbericht ist zu entnehmen, dass die Täuschung wie bereits zuvor eine Wirkung erzielt hatte. Hintergrund dieses Besuchs von Vertretern des IRK im Ghetto Theresienstadt während der Endphase des Zweiten Weltkrieges waren Geheimverhandlungen des Reichsführers SS Heinrich Himmler mit Vertretern Schwedens und dem IRK.

## Nachkriegszeit
Thadden setzte sich nach Halle/Saale ab, wo seine Ehefrau und das gemeinsame Kind lebten. Von dort zog die Familie im September 1945 nach Köln-Sülz, wo Thadden aufgrund seiner SS-Mitgliedschaft durch britische Militärpolizisten verhaftet wurde. Anschließend wurde er im Internierungslager Recklinghausen-Hillerheide arretiert und im Frühjahr 1946 in das Zellengefängnis Nürnberg überstellt, wo er im Rahmen der Nürnberger Prozesse mehrfach vernommen wurde. Im Zusammenhang mit dem Nürnberger Prozess wurde Thadden zur „Antijüdischen Auslandsaktion“ (AAA) befragt, die auch „Informationsstelle XIV“ hieß. Er erzählte, die AAA habe mit eigenem und von anderen Dienststellen zugeteiltem Personal die antijüdische Propaganda im Auswärtigen Amt zusammengefasst und sie mit anderen Ämtern koordiniert. Das habe oft zu einem Kampf um Kompetenzen mit anderen Dienststellen geführt. Daher habe die AAA an Praxis „auf längere Sicht überhaupt nichts leisten“ können. Ursprünglich sollte im Wilhelmstraßen-Prozess Anklage gegen von Thadden erhoben werden. Als die Liste der Angeklagten um Mitglieder anderer Dienststellen mit Sitz in der Wilhelmstraße erweitert wurde, strich man Thaddens Namen. Thadden wurde 1949 aus der alliierten Internierung entlassen. Im Dezember 1950 wurde er vor dem Schwurgericht Nürnberg angeklagt, setzte sich jedoch ab. Anschließend wurde er wieder aufgegriffen, und im Juni 1952 wurde durch die Staatsanwaltschaft Köln erneut ein Ermittlungsverfahren gegen ihn angestrengt. Thadden wurde mangels Beweises 1956 außer Strafverfolgung gesetzt.
Gegen Eberhard von Thadden, als Stellvertreter Wagners und Judenreferent des Auswärtigen Amtes, war – ähnlich wie bei seinem Vorgesetzten – beim Landgericht Essen schließlich erneut ein Verfahren wegen Beihilfe zum Judenmord anhängig, das nach dem Unfalltod Thaddens eingestellt wurde. Aufgrund eines israelischen Rechtshilfeersuchens zum Eichmann-Prozess sagte Thadden in Düsseldorf am 7. Mai 1961 zur Sache aus. Thadden lebte zu dieser Zeit mit seiner Familie als wohlhabender Geschäftsmann in Büderich, u. a. gehörte er dem Vorstand der Gollnow-Werke AG in Düsseldorf an.
Am 8. November 1964 kam Thadden nahe Düsseldorf aufgrund zu hoher Geschwindigkeit bei nasser Fahrbahn mit seinem Auto von der Fahrbahn ab und raste in den Gegenverkehr, wo er frontal auf ein entgegenkommendes Fahrzeug prallte. Die beiden Insassen des anderen Wagens starben sofort. Thadden wurde mit schwersten Verletzungen in ein Ratinger Krankenhaus verbracht, wo er am 11. November 1964 an den Folgen des Verkehrsunfalls starb.